# Wieś służebna
Osada służebna – w średniowieczu wieś, której mieszkańcy świadczyli wyspecjalizowane świadczenia, lub posługi, służby na rzecz władcy terytorialnego. System osad służebnych funkcjonował na terenach obecnej Polski, Czech i Węgier począwszy od okresu wczesnohistorycznego do XIII wieku i był jednym z elementów wczesnofeudalnego ustroju, nazywanego również ustrojem „prawa książęcego”.
System gospodarczy, którego elementem były osady służebne miał swoje wzory w instytucjach książęcych i kościelnych w Bawarii, gdzie także można spotkać podobne nazwy miejscowe. Głównym źródłem podobnego programu były karoliński projekt rozwiązań gospodarczych wyrażony w „Capitulare de villis” pochodzącym z VIII wieku.
W osadzie służebnej zamieszkiwała z reguły ludność, ludzie książęcy (homines ducis) jednej specjalności, wykonujący swoje prace w książęcej służbie dworskiej, służbie łowieckiej, służbie hodowlanej, służbie rzemieślniczej, wytwórczej, czy hodowlanej, lub innych. Najprawdopodobniej służebnicy (ministeriales) wykonywali swoją pracę na dworze książęcym, królewskim lub w miejscu do tego przeznaczonym, o własnym chlebie wypracowanym przez samego służebnika z rodziną na własnym, dziedzicznym gospodarstwie. Służebnicy dziedziczyli swoje powinności, chyba że władca zdecydował inaczej, podlegali prawu grupowemu, różnemu dla poszczególnych grup ministeriałów. Jedne ciężary czy daniny ponosili na równi z innymi poddanymi, od innych byli zwolnieni. W okresie późniejszym niektóre grupy służebnych i zapewne także osady służebne przeszły do fundowanych przez panującego majątków kościelnych.

## Osady służebne i profesje w Polsce
Do dziś zachowało się w Polsce ok. 400 nazw, toponimów wskazujących, że dawna osada, miejscowość istniała w okresie wczesnohistorycznym i miała charakter służebny.  Po niektórych specjalnościach nazwy służebne miejscowości się nie zachowały.

- Bartodzieje, Bartniki, bartodzieje, bartnicy – wytwarzanie barci, hodowla pszczół, podbieranie miodu[8][9],;
- Bobrowniki, bobrownicy – hodowla, łowienie bobrów[10][11],;
- Cienietniki, cienietnicy, siatnicy – wytwarzanie sieci na zwierzęta, łowy z sieciami[12];
- Cieśle, cieśle – obróbka drewna, budowa obiektów z drewna[13][14],;
- Drwale, drwale, siekiernicy – wyrąb drzew[15];
- Grotniki, grotnicy – wytwarzanie grotów do broni[16][17],;
- Jadowniki, jadownicy – wyrób zatrutych strzał, jadu do strzał[18];
- Jastrzębniki, jastrzębnicy – hodowla i układanie jastrzębi, łowy z jastrzębiami[19][20],;
- Karmniki, Oborniki, karmnicy, obornicy  – pobór daniny w żywych zwierzętach, opieka nad stadami[21];
- Kobierniki, kobiernicy – produkcja kobierców[22][23],;
- Kobylniki, kobylnicy – hodowla koni[24][25],;
- Kołodzieje, kołodzieje, koleśnicy – wytwarzanie kół[26];
- Komorniki, komornicy – pobór danin do komory(skarbu) książęcego[27][28],;
- Konary – koniarze – hodowla, układanie koni[29][30],;
- Korabniki, korabnicy – budowa większych statków[31];
- Kowale, kowale, kowary – rzemiosło kowalskie[32][33],;
- Kuchary, kucharze – gotowanie potraw[34][35],;
- Łagiewniki, łagiewnicy – wyrób naczyń, szynkowanie miodu, piwa[36][37],;
- Łaźniki, łaźnicy – [38];
- Mączniki, mącznicy – wyrób mąki[39][40],;
- Mydlniki, mydlnicy[41] – wytwarzanie mydła;
- Niewodniki, niewodnicy – wytwarzanie niewodów, dużych sieci rybackich i połów ryb niewodem[22];

- Owczary, owczarze – hodowla owiec[42];
- Piekary, piekarze – wypiek chleba[39][43],;
- Podstolice, podstolicy – służba stołowa[44][45],;
- Pracze, pracze, praczki – pranie ubrań, tkanin[46];
- Psary, psiarze – hodowla psów myśliwskich, łowy z psami[47][48],;
- Rudniki, rudnicy – wytapianie żelaza[49][50],;
- Rybitwy, rybitwy, rybacy – połów ryb[51][52],;
- Rzeszotary, rzeszotarze – produkcja sit do mąki i zboża[53];
- Sanniki, sannicy – wytwarzanie sań[31];
- Skotniki, skotnicy, skotarze – hodowla bydła (od ps. skot oznaczającego bydło)[54][55],;
- Słomniki, szłomnicy – wytwarzanie szłomów, hełmów dla wojska[56];
- Sokolniki, sokolnicy – hodowla sokołów, układanie i łowy z sokołami[57];
- Strzelce, strzelcy – łowy z łukiem, kuszą[58];
- Szczytniki, szczytnicy – produkcja szczytów, pawęży dla wojska[59];
- Szewce, szewcy – wybrawianie skór, produkcja obuwia, ubrań skórzanych[60];
- Świniary, świniarze – hodowla świń[61];
- Tokary, tokarze – wytwarzanie toczonych z drewna wyrobów[62];
- Węgierce, węgierce, węgrzce – nieznany rodzaj posług przy urzędzie 'węgra'[63];
- Winiary, winiarze – uprawa winorośli, wyrób wina[64];
- Woźniki, woźnicy – wytwarzanie kół, wozów[26]
- Zduny, zduni, garncarze, lepiarze – wyrób naczyń, wyrobów z gliny[65];
- Złotniki, złotnicy wyrób przedmiotów ze złota i srebra lub kopacze złota[66];
- Żerniki, żernicy, żerdnicy – transport i rozkładanie namiotów książęcych[67];